# Confine tra Namibia e Zambia
Il confine tra la Namibia e lo Zambia ha una lunghezza di 244 km e va dal triplice confine con l'Angola a ovest fino al triplice confine con il Botswana a est.

## Descrizione
Il confine si estende in linea retta tra il lato orientale del fiume Kwango e le rapide di Katima Mulilo sullo Zambesi. Il tracciato finale segue il talweg dello Zambesi a valle fino alla confluenza del fiume con il Cuando, al triplice confine con il Botswana.

## Storia

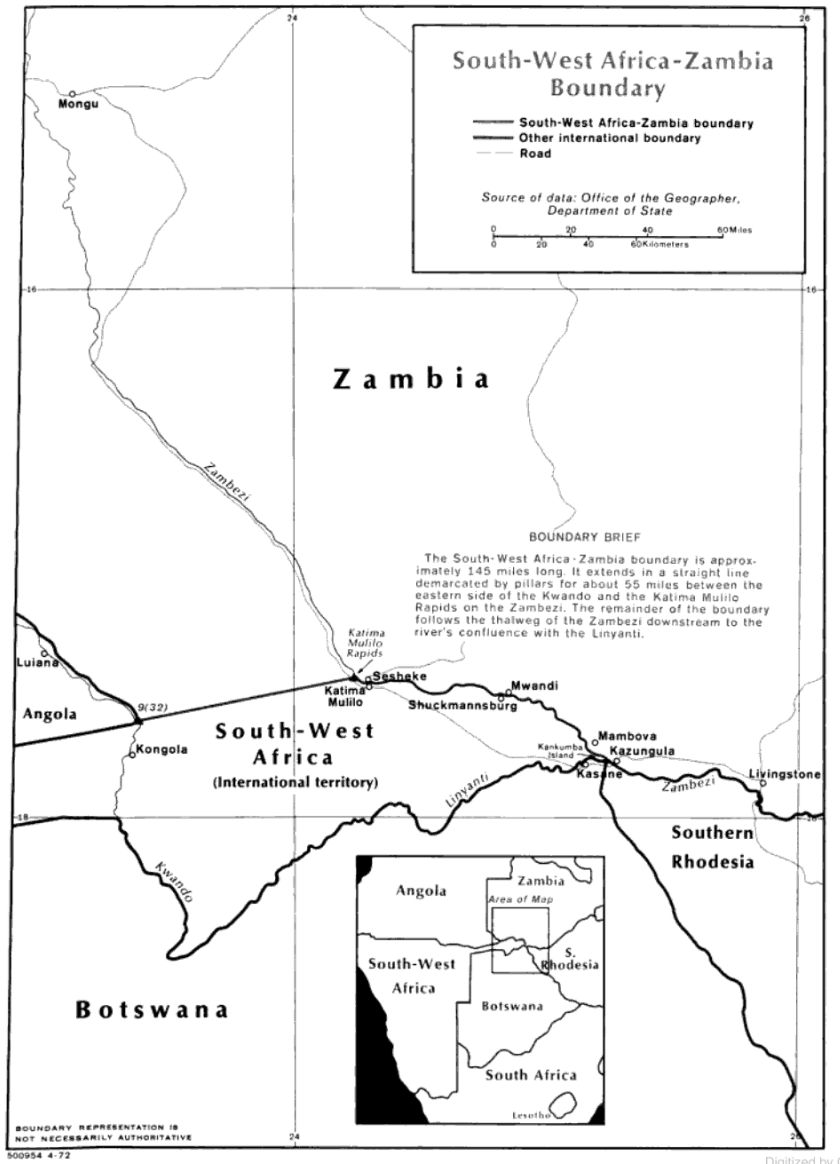
Mappa del confine tra Namibia e Zambia

Il confine emerse durante l'epoca coloniale quando Namibia e Zambia erano rispettivamente sotto la sfera di influenza tedesca e britannica.
Il 30 dicembre 1886, una dichiarazione della Germania e del Portogallo stabilì un confine tra i loro rispettivi possedimenti e le sfere di influenza che dalla foce del fiume Cunene sull'Oceano Atlantico arrivava attraverso l'entroterra fino allo Zambesi.
L'accordo anglo-tedesco del 1º luglio 1890, estendeva il territorio della Namibia (chiamata Africa sud-occidentale tedesca) verso est fino allo Zambesi mediante uno stretto corridoio noto come Dito di Caprivi. Poiché la dichiarazione del 1886 aveva stabilito in precedenza una linea settentrionale della striscia, l'accordo del 1890 dovette solo delimitare un confine meridionale adiacente al Bechuanaland britannico (l'odierno Botswana).
Un trattato anglo-portoghese dell'11 giugno 1891 stabilì un confine tra le sfere d'influenza britannica e portoghese dalle rapide di Katima Mulilo sullo Zambesi fino al regno di Barotseland (un'area a nord ovest della Rhodesia). Le controversie relative al limite occidentale del Barotseland vennero risolte tramite un arbitrato del re d'Italia Vittorio Emanuele III che spostò l'estremità meridionale dell'odierno confine tra Angola e Rhodesia settentrionale (Zambia) verso ovest, al Kwango, il 30 maggio 1905. 
Durante il 1930-1931 una commissione congiunta di confine esaminò e delimitò la linea tra l'Okavango e lo Zambesi. Il 16 agosto 1931 fu firmato un accordo relativo all'allineamento del confine dai rappresentanti del Sudafrica (lo stato mandatario per l'Africa sud-occidentale), del Portogallo e della Rhodesia settentrionale.
L'amministrazione della Rhodesia settentrionale fu trasferita all'Ufficio coloniale britannico come protettorato nel 1924. Tra il 1º agosto 1953 e il 31 dicembre 1963, la Rhodesia meridionale, la Rhodesia settentrionale e il Nyasaland (l'odierno Malawi), fu membro della Federazione della Rhodesia e del Nyasaland. La Rhodesia settentrionale ottenne l'indipendenza come Repubblica di Zambia il 24 ottobre 1964. Nel 1980 la Rhodesia assunse il nome odierno di Zimbabwe e la sua indipendenza fu riconosciuta a livello internazionale.
Dopo la seconda guerra mondiale, l'Assemblea generale delle Nazioni Unite respinse la richiesta sudafricana di annettere l'Africa sud-occidentale e il 27 ottobre 1966 adottò la risoluzione 2145 che stabilì la fine del mandato sudafricano nell'Africa sudoccidentale e pose il territorio sotto la diretta responsabilità delle Nazioni Unite. La Namibia ottenne l'indipendenza nel 1990.

## Attraversamento del confine
Il Katima Mulilo Bridge collega l'autostrada TransCaprivi della Namibia alla rete stradale dello Zambia.